# Шайкевич, Борис Александрович
Борис Александрович Шайкевич (29 сентября 1913 — 2 марта 2005) — советский и украинский филолог, литературовед, театровед, искусствовед.

## Биография
Родился 29 сентября 1913 года в Одессе в семье врача-гинеколога Александра Григорьевича Шайкевича (1884—?), выпускника Императорского Новороссийского университета, чья семья происходила из Петроверовки. Семье принадлежал доходный дом в Софиевском переулке, № 7. В 1935 году окончил литературный факультет Одесского педагогического института. Научным руководителем был Н. Н. Виркау.
Работал преподавателем русского языка и литературы в Одесском медицинском техникуме. Читал лекции будущим бибилиотекарям в Одесском педагогическом институте.
С 1938 года работал в Одесском педагогическом институте и Одесском государственном университете. В годы Великой Отечественной войны был в эвакуации в Майкопе и с 1942 года — в Байрамали, где продолжал педагогическую деятельность. В Майкопе защитил диссертацию «Карел Чапек — антифашист» и получил степень кандидата филологических наук. Впоследствии было присвоено учёное звание доцента.
По возвращении в Одессу возглавлял кафедру зарубежной литературы Одесского государственного университета (1945—1949), также преподавал «Историю зарубежного театра». Одновременно до 1960 года работал в Одесском педагогическом институте имени К. Д. Ушинского, в 1947—1948 годах был заведующим кафедрой.
В 1963—1973 годах заведовал кафедрой зарубежной литературы Одесского государственного университета имени И. И. Мечникова. Некоторое время занимал должность декана факультета романо-германской филологии. В течение почти десяти лет организовывал для будущих лингвистов педагогическую практику в ведущих российских музеях — Эрмитаже и Русском музее.
С 1983 года работал в Одесском институте усовершенствования учителей.
Умер 3 марта 2005 года в Одессе.

## Научная деятельность
Изучал творчество Г. Ибсена, Ю. Фучика, Ж. Амаду. Занимался исследованиями в области болгарской литературы  и изобразительного искусства. Разработал и опубликовал методические рекомендации по преподаванию в школе творчества Ф. Шиллера, Т. Элиота, Ф. Кафки, А. Камю. Для учителей выпустил сборник работ про Э. Хемингуэя, Э. М. Ремарка, У. Фолкнера, Дж. Стейнбека, А. Сент-Экзюпери. Выпустил книгу о творчестве Г. Гейне. В течение длительного времени выступал как театральный критик (написал более 60 рецензий на постановки Одесских русского и украинского театров, а также гастрольных театров).

## Семья
- Жена (с 1937 года): Берта Яковлевна Барская (1911—1994), театровед, кандидат филологических наук, доцент, соавтор мужа[7]. Работала в Одесском педагогическом институте им. К. Д. Ушинского и в Одесском государственном университете им. И. И. Мечникова.
- Дочери: Ирина (1939—1996), библиограф;  Янина (в замужестве Бирштейн, род. 1946), филолог.

## Труды
- Драматургия Ибсена в России (Ибсен и МХАТ) / Б. А. Шайкевич. — К.: КГУ, 1968. — 177 с.
- Ибсен и русская литература /Б. А. Шайкевич. — К.: Вища школа, 1974. — 140 с.
- Типологические соответствия литературы и изобразительного искусства / В. В. Данчев, Б. А. Шайкевич. — К.: Вища школа, 1975. — 170 с.
- Русский драматический театр имени А. В. Иванова: очерк / Б. Я. Барская, Б. А. Шайкевич. — К.: Мистецтво, 1987. — 101 с.
- Одеса — огнище на болгарската култура: Літературно-краєзнавчі нариси / Б. О. Шайкевич. — Одеса: Маяк, 1995. — 96 с.

## Награды
- Орден «Кирилл и Мефодий» II степени, 1971[1]